# Sportpaleis
Antwerps Sportpaleis (em português; Palácio do Esporte de Antuérpia) (que será renomeado para AFAS Dome a partir de 1º de setembro de 2025), também conhecido como Sportpaleis Antwerpen, Sportpaleis Merksem ou simplesmente Sportpaleis, é uma arena em Antuérpia, Bélgica. É um salão multiuso utilizado para organizar concertos, eventos esportivos, festivais e feiras. A arena foi construída para o esporte, especialmente ciclismo de pista, mas atualmente há pouca atividade esportiva lá, sendo uma exceção o torneio de tênis Diamond Games.
De acordo com a revista Billboard, no período de 2007/2008, o Sportpaleis foi o segundo salão de eventos mais visitado do mundo, perdendo apenas para o Madison Square Garden. A Sportpaleis é conhecida por apresentações de artistas tanto de língua holandesa quanto internacionais. Ele também sedia o Nekka-Nacht, o torneio de tênis feminino Proximus Diamond Games e o Pop Poll De Luxe, organizado pela revista HUMO.
O edifício principal mede 132 por 88 metros e possui um telhado que cobre 11.600 metros quadrados. A arena é elíptica e tem dois andares. Até as reformas em 2011, havia uma pista de ciclismo de madeira de 250 metros de comprimento sob as arquibancadas.
Ao lado do Sportpaleis fica sua arena irmã, a Lotto Arena, um salão que pode acomodar 8.000 espectadores.

Em 2 de abril de 2025, foi anunciado que, após 92 anos de operação sob o mesmo nome, o nome será alterado para AFAS Dome a partir de 1º de setembro de 2025.